# 上郡民報
『上郡民報』（かみごおりみんぽう）は、兵庫県赤穂郡上郡町において、山本新聞店・上郡民報社が発行している、タブロイド判4ページで月刊（ただし、12月・1月は合併号となるため、年11回刊）のフリーペーパー、ミニコミ紙。山本新聞店が、新聞販売店として取り扱っている『神戸新聞』、『毎日新聞』、『産経新聞』、『日本経済新聞』の購読者に無料で配布されており、2010年時点の公称発行部数はおよそ3600部であったが、2024年時点ではおよそ3200部となっている。 

## 沿革
1974年3月、山本新聞店の当時の所長であった山本修が「地域のニュースを補うために」創刊。
1995年には、紙面から記事を抜粋したウェブサイト「ニュースかみごおり」を開始した。
1993年4月から1999年11月まで 64 回連載された、地元のアマチュア漫画家・半沢裕人の漫画作品「幕末風雲児 大鳥圭介伝 けいすけじゃ」は、その後2008年に、上郡町役場によって冊子化され、さらに2011年にはアニメ化されて、地元のケーブルテレビ局えんしんネットで放送された。
2010年には、日本新聞協会から「地域貢献大賞」を贈られた。